# Desigualdad educativa
La desigualdad educativa se entiende como la distribución no equitativa de los recursos educativos, es decir; hay una limitación en cobertura de matrícula, financiamientos escolares, maestros calificados y con experiencia, libros y tecnologías. Dicha desigualdad, conduce a grandes diferencias en el éxito y eficiencia educativa de cada persona y, en última instancia, suprime el desarrollo del país.  
Se ha señalado que la economía de la educación es abundante en estudios que establecen la correlación positiva entre el aumento de los niveles de escolaridad y el aumento de los ingresos en casi todo el mundo.
Esto quiere decir que hay una correlación entre el nivel de educación y la calidad de vida de la persona y su entorno, por lo que, si el nivel educativo de una persona es bajo, por consecuente, su calidad de vida también lo es. Es por ello, que la educación se considera como una vía para la disminución de la pobreza y aumento en el desarrollo social, económico, y cultural del país.  

## Factores que explican la desigualdad
- Discontinuidad entre la cultura del hogar y la cultura escolar.
- Brecha entre alumnos que tienen las competencias y habilidades necesarias para beneficiarse de la utilización de la computadora y los que no los tienen.
- "Tracking", la agrupación de alumnos en aulas de acuerdo a sus capacidades.
- Oportunidades de aprendizaje, específicamente las referentes al tiempo de estudio de los alumnos.
- Migración de los alumnos.

## Medición
La medición de la eficacia educativa varía según el país e incluso las provincias o estados dentro del país. Generalmente, las calificaciones, los puntajes de calificación escolar, los puntajes de las pruebas, las tasas de abandono, las estadísticas de ingreso a la universidad y las tasas de finalización de la misma se utilizan para medir el éxito educativo, ya sea de una institución, del Estado o Ciudad o bien, del país. 
Al determinar qué se debe medir en términos del éxito educativo de un individuo, muchos académicos sugieren que la calificación escolar, los puntajes de las pruebas y otras medidas de la capacidad de desempeño no son las únicas herramientas útiles para determinar la eficacia. Además del desempeño académico, el logro de los objetivos de aprendizaje, la adquisición de las habilidades y competencias deseadas, la satisfacción, la persistencia y el desempeño post universitario deben medirse y contabilizarse al determinar el éxito educativo de las personas. Los académicos sostienen que el rendimiento académico es solo el resultado directo de alcanzar los objetivos de aprendizaje y adquirir las habilidades y competencias deseadas. Para medir con precisión la eficacia educativa, es imperativo separar el rendimiento académico porque captura solo la capacidad de desempeño de un estudiante y no necesariamente su aprendizaje o capacidad para usar de manera efectiva lo que ha aprendido.

## Desigualdad educativa en México
La desigualdad educativa es una problemática que está presente en zonas urbanas y sobre todo en comunidades rurales, estas comunidades son desfavorecidas y, por ende, tienden a ser socialmente excluidas. En el caso de México, en consonancia con los hallazgos del informe del Instituto Nacional de Evaluación para la Educación (INEE) 2014, los datos que se ofrecen confirman que en la gran mayoría de las entidades federativas existe una suerte de exclusión social, en la medida en que los niños más desfavorecidos socioculturalmente van a escuelas con niños de su mismo estatus; es decir, estamos ante una dinámica que circunscribe el acceso de los niños a la escuela según su nivel socioeconómico, sin ninguna permeabilidad social. Como resultado de ello, los niños de estratos bajos están privados del acceso a bienes culturales y a vivencias de niños de hogares con mayor nivel socioeconómico y cultural. Como es bien sabido, estas limitantes influyen inevitablemente a lo largo de la vida para acceder a un espectro mayor de oportunidades. 
En otros casos, las personas que pertenecen a estos grupos marginados se les limita el acceso a las escuelas debido a que la oferta es baja y la demanda es alta, y esto genera otra problemática; que las personas excluidas busquen alternativas, entre la más común es migrar a una zona urbana en la que la oferta educativa sea alta, sin embargo, esto conlleva otro reto ya que en ciudades y/o capitales en sí, la oferta es alta y por consecuente habría una sobredemanda, sobre todo en educación media superior y educación superior.

## Educación en áreas rurales y desfavorecidas
La educación en áreas rurales y desfavorecidas es un tema crucial en el ámbito educativo y social. A lo largo de la historia, estas áreas han enfrentado desafíos únicos que afectan el acceso a la educación y la calidad de la misma. Como señala Alexander y Alexander (2018), "las áreas rurales a menudo carecen de infraestructura educativa adecuada y enfrentan desafíos adicionales debido a la distancia geográfica y la falta de recursos financieros". Sin embargo, diversas estrategias han surgido para abordar estas dificultades y empoderar a las comunidades locales a través de la educación.

## Desafíos en la educación rural y desfavorecida
Las áreas rurales y desfavorecidas suelen carecer de recursos educativos adecuados, incluyendo escuelas bien equipadas, personal capacitado y acceso a tecnología moderna. Como señala la UNESCO (2019), "el acceso a la educación en áreas rurales sigue siendo un desafío debido a la falta de infraestructura adecuada y a las barreras geográficas y económicas". Además, la distancia geográfica puede dificultar el acceso a la educación, ya que las escuelas pueden estar alejadas de las comunidades y el transporte puede ser limitado.
La pobreza también juega un papel significativo, ya que muchas familias en áreas rurales y desfavorecidas luchan por cubrir necesidades básicas, lo que puede afectar la capacidad de los niños para asistir regularmente a la escuela y concentrarse en sus estudios. Según Kennedy y Malone (2018), "la pobreza puede crear barreras adicionales para la educación en áreas rurales, ya que las familias pueden enfrentar dificultades para pagar los uniformes escolares, los materiales educativos y otros costos asociados con la escolarización".

## Estrategias para mejorar la educación
1. Infraestructura escolar adecuada
Invertir en la construcción y mantenimiento de escuelas en áreas rurales es fundamental para mejorar el acceso a la educación. Como afirman Wodon y Ying (2017), "la infraestructura escolar adecuada es esencial para crear un entorno de aprendizaje seguro y propicio para los estudiantes en áreas rurales". Las instalaciones escolares deben ser seguras, accesibles y equipadas con recursos educativos modernos.
2. Capacitación docente
Proporcionar capacitación y apoyo continuo a los maestros que trabajan en áreas rurales es esencial para garantizar la calidad de la educación. Como sugiere la UNESCO (2019), "la capacitación docente específica para las necesidades de las comunidades rurales puede mejorar significativamente la calidad de la enseñanza y el aprendizaje en estas áreas". Los docentes necesitan habilidades y herramientas específicas para abordar las necesidades únicas de los estudiantes en entornos rurales.
3. Tecnología educativa
El acceso a la tecnología puede ampliar las oportunidades educativas en áreas rurales. Como menciona Alexander y Alexander (2018), "la integración de dispositivos digitales y recursos en línea puede ayudar a superar las barreras geográficas y mejorar la calidad de la enseñanza y el aprendizaje en áreas rurales". La tecnología puede proporcionar acceso a recursos educativos innovadores y conectividad con el mundo exterior.
4. Programas de alimentación y salud
La desnutrición y las enfermedades pueden afectar el rendimiento académico de los estudiantes. Como señala la UNESCO (2019), "los programas de alimentación escolar y los servicios de atención médica en las escuelas pueden mejorar la salud y el bienestar de los niños en áreas rurales, lo que a su vez puede tener un impacto positivo en su desempeño académico". Implementar programas de alimentación escolar y servicios de atención médica en las escuelas puede mejorar la salud y el bienestar de los niños, lo que a su vez puede tener un impacto positivo en su desempeño académico.
5. Participación comunitaria
Involucrar a las comunidades locales en la planificación y ejecución de iniciativas educativas es fundamental para garantizar su relevancia y sostenibilidad a largo plazo. Como sugiere la UNESCO (2019), "la participación activa de la comunidad puede mejorar la conexión entre la escuela y la comunidad y garantizar que las iniciativas educativas respondan a las necesidades locales". Las comunidades pueden aportar conocimientos y recursos que complementen los esfuerzos del gobierno y las organizaciones no gubernamentales.

## Empoderamiento comunitario a través de la educación
Una educación de calidad en áreas rurales y desfavorecidas no solo beneficia a los individuos, sino también a las comunidades en su conjunto. Como afirma la ONU (2020), "el acceso a la educación puede abrir puertas a oportunidades económicas, sociales y políticas, lo que permite a las comunidades desarrollarse y prosperar de manera sostenible". El acceso a la educación puede empoderar a las comunidades para abordar los desafíos locales y participar en el desarrollo a largo plazo.
En resumen, mejorar la educación en áreas rurales y desfavorecidas requiere un enfoque integral que aborde tanto los desafíos estructurales como las necesidades específicas de las comunidades locales. Al invertir en infraestructura escolar, capacitar a los docentes, utilizar la tecnología de manera efectiva y fomentar la participación comunitaria, es posible transformar la educación en un motor de cambio positivo para las áreas rurales y desfavorecidas.